# 8261 Ceciliejulie
8261 Ceciliejulie eller 1985 RD är en asteroid i huvudbältet som upptäcktes den 11 september 1985 av Köpenhamn-observatoriet vid Brorfelde-observatoriet. Den är uppkallad efter den danska astronomen Anja Cetti Andersen döttrar Cecilie Ida och Julie Liv Cetti Hansen.
Asteroiden har en diameter på ungefär 11 kilometer.